# الإسلام في موريتانيا

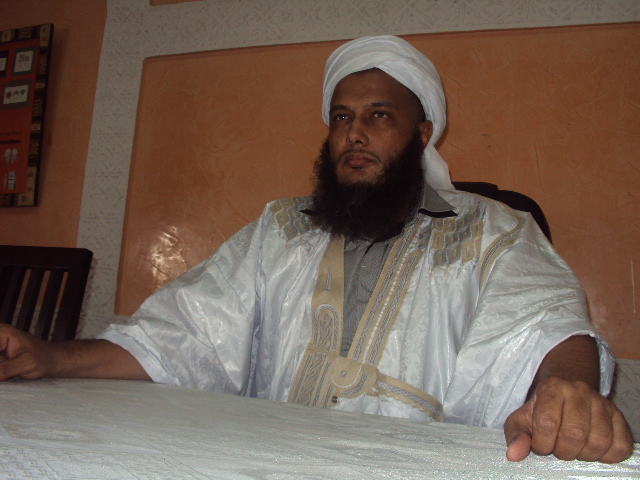
محمد الحسن ولد الددو يناقش موضوع الإرهاب ويقترح حلولا

تقريبا جميع الموريتانيين مسلمين من أهل السنة والجماعة وتعتنق المذهب المالكي. منذ الاستقلال في 1960 اعتمد النظام الجمهوري الإسلامي. الميثاق الدستوري لعام 1985 أقر أن الإسلام دين الدولة والشريعة الإسلامية هي مصدر القوانين في البلاد.

## التاريخ
انتشر الإسلام في موريتانيا مع حركة التجار والحرفيين والصوفيين. لعب أتباع الطريقة الصوفية دورا مهما في التوسع في وقت مبكر من الإسلام. حتى نهاية القرن التاسع عشر اكتسبت الروابط الدينية أهمية عندما حاولوا جعل الدين قوة من أجل توسيع الهويات والولاءات خارج حدود القرابة. ساد السلام النسبي في المنطقة من قبل الإدارة الفرنسية ولكن ساهم الاستياء المتزايد من الحكم الاستعماري في ارتفاع سريع في نفوذ الحركات الإسلامية. في العقود الأخيرة عارضت الحركات الإسلامية التعصب القبلي وكانت عنصرا لا غنى عنه في نمو المشاعر القومية.

## الصوفية
في الثمانينات صار أغلب أتباع الطرق الصوفية يتبعون الطريقتين القادرية والتيجانية. كما يوجد أتباع للطرق الشاذلية المتمركزة في بومديت وتكانت والغودفية المتمركزة في تكانت، أدرار، الحوض الشرقي، والحوض الغربي.